# Murge
Murge je rozlehlá zvlněná vápencová plošina na jihovýchodě Itálie, v Apulii. Většina plošiny se rozkládá na území Metropolitního města Bari a v provincii Barletta-Andria-Trani. Směrem na jih dále zasahuje do provincií Brindisi a Taranto a směrem na západ do provincie Matera v regionu Basilicata.

## Geografie
Oblast má rozlohu přibližně 4 000 km². Od pobřeží Jaderského moře se postupně směrem do vnitrozemí zvedá až k nadmořské výšce do 700 m. Nejvyšším bodem je Torre Disperata (686 m). Jedná se o nejrozsáhlejší krasové území v Itálii. Nachází se zde jeskyně, podzemní toky, soutěsky, škrapová pole a závrty. Necelé dva kilometry jižně od města Castellana Grotte  je zde nejdelší systém jeskyní v Itálii, Grotte di Castellana, který dosahuje hloubky 122 metrů.
Rozlišuje se vyšší oblast Alta Murgia (Vysoká Murgie) s chudší vegetací a nižší oblast Bassa Murgia (Nízká Murgie) s úrodnější půdou, kde se pěstují především olivy. Výše položená oblast je součástí Národního parku Alta Murgia (Parco nazionale dell'Alta Murgia). V podnebí jsou poměrně velké rozdíly mezi létem a zimou. Zimy jsou chladné, průměrné teploty jsou pouze 1 až 6 °C. Léta jsou horká, průměrné teploty jsou až 30 °C.